# Guixers
Guixers là một đô thị trong tỉnh Lleida, cộng đồng tự trị Cataluña Tây Ban Nha. Đô thị Guixers có diện tích là 66,4 ki-lô-mét vuông, dân số năm 2009 là 135 người với mật độ 2,03 người/km². Đô thị Guixers có cự ly km so với tỉnh lỵ Lleida.